# Action Replay

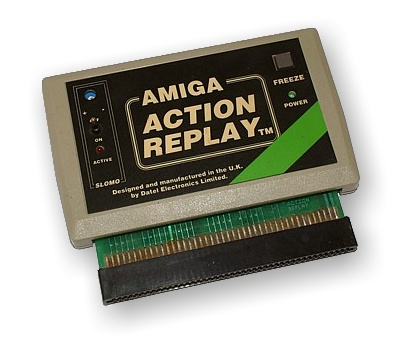
Action Replay cartridge para Amiga 500

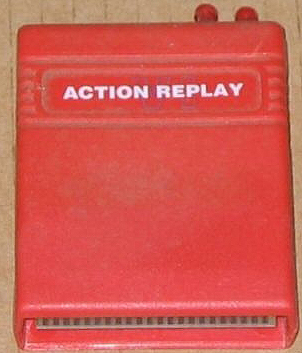
Action Replay cartridge para Commodore 64

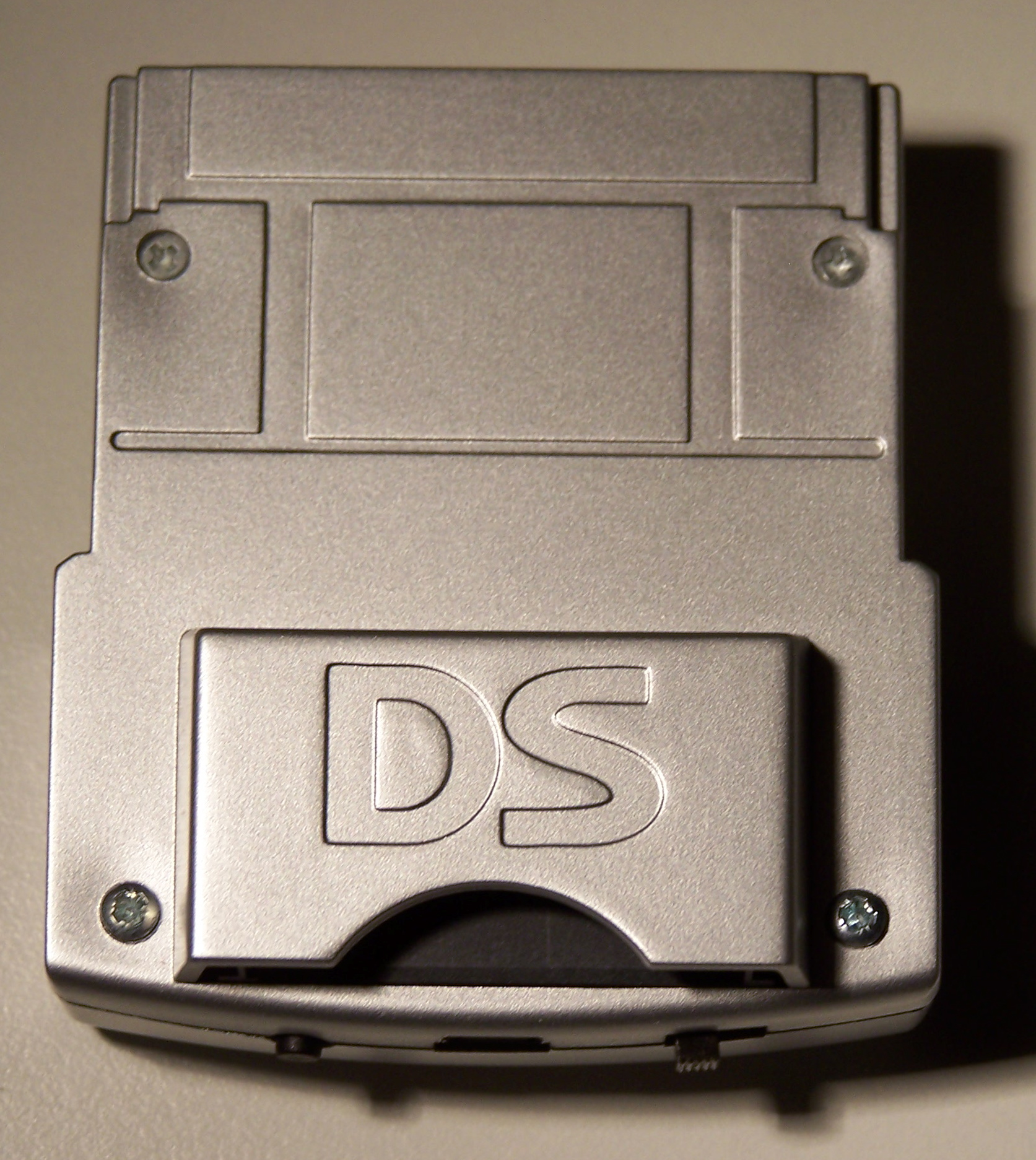
Action Replay MAX DUO para Nintendo DS

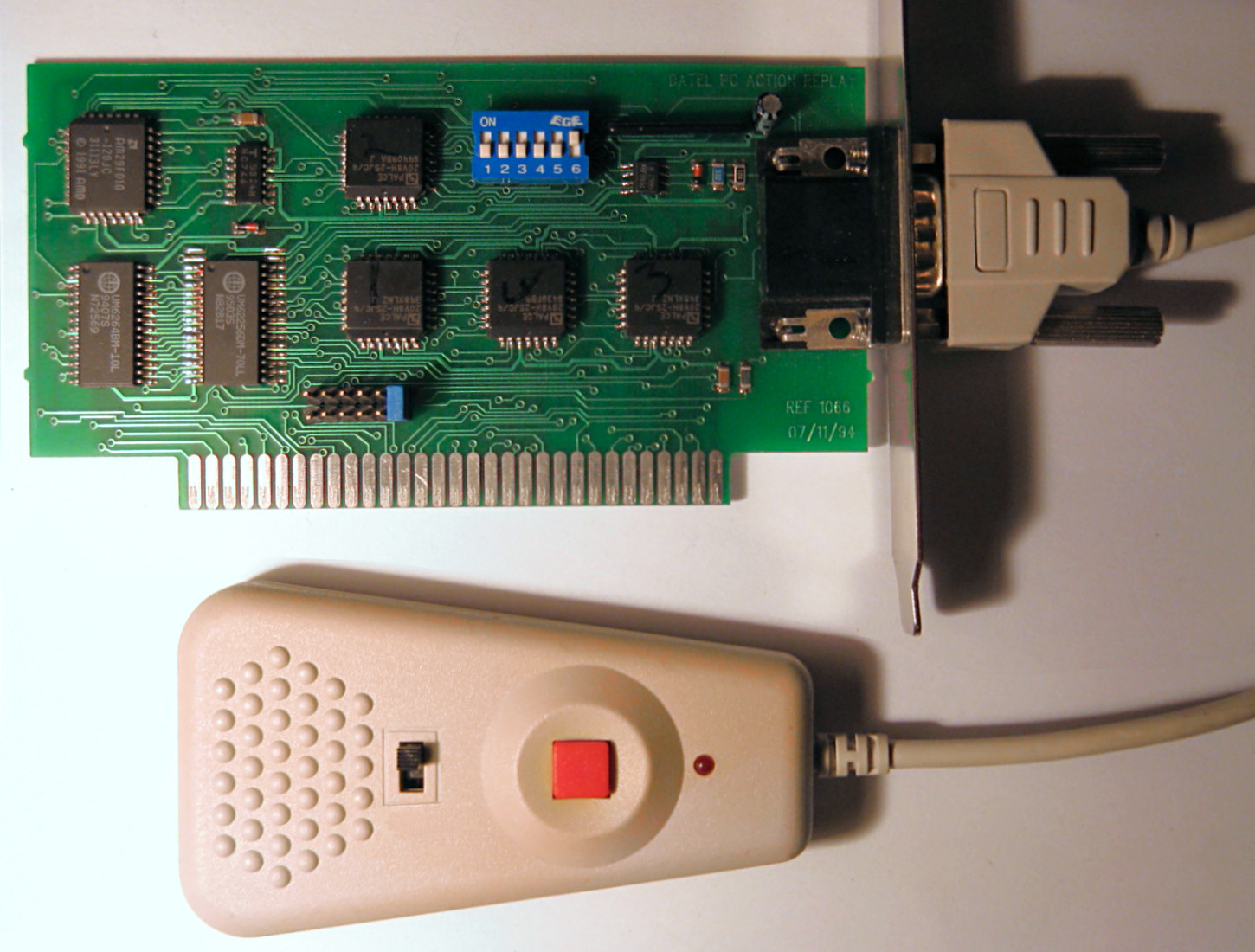
Action Replay ISA card para PC 1994

Action Replay é uma ferramenta de trapaça para Nintendo GameCube, Wii, Game Boy Advance, Nintendo DS, Nintendo DSi, Sega Saturn, PlayStation 2, PlayStation Portable e Xbox, criado pela Datel, que permite adicionar códigos não oficiais durante o jogo, como vida infinita, dinheiro no máximo e tempo ilimitado. Ele funciona como um GameShark; e já vem com alguns códigos, mas o jogador também pode adicionar mais alguns outros. Todavia, esses códigos não são tão simples de serem executados, pois precisa-se de senhas, com normalmente 26 dígitos variados em números e letras. Dependendo do jogo, os códigos são variados.
O espaço para um determinado código para um jogo no Action Replay é este: xxxx-xxxx-xxxxx. Por exemplo: 833X-0QK4-MQRGM.

## Versões para computadores
- Commodore 64
  - Action Replay
  - Action Replay MK II
  - Action Replay MK III
  - Action Replay MK IV (1988)
  - Action Replay MK V (1989)
  - Action Replay MK VI

- Commodore Amiga
  - Action Replay (A500 cart / A2000 CPU card)
  - Action Replay (A1200 card)
  - Action Replay MK II (A500 cart / A2000 CPU card)
  - Action Replay MK III (A500 cart / A2000 CPU card) (1991)

- PC
  - Action Replay PC (ISA card) for DOS (1994)
  - Action Replay PC for Windows 95/98 (1998)

Modelos com firmware 4.0, além de usarem EEPROM em vez de ROM, são atualizáveis. Em dezembro de 1998, a Datel lançou uma versão para o Windows 95/98.
O Action Replay teve uma última actualização, chamada Action Replay Max 10.